# Hidrodeslizador

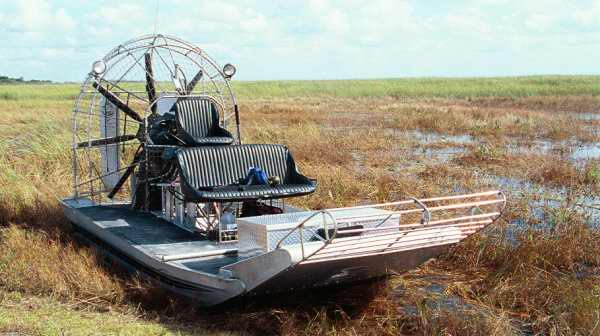
Un hidrodeslizador.

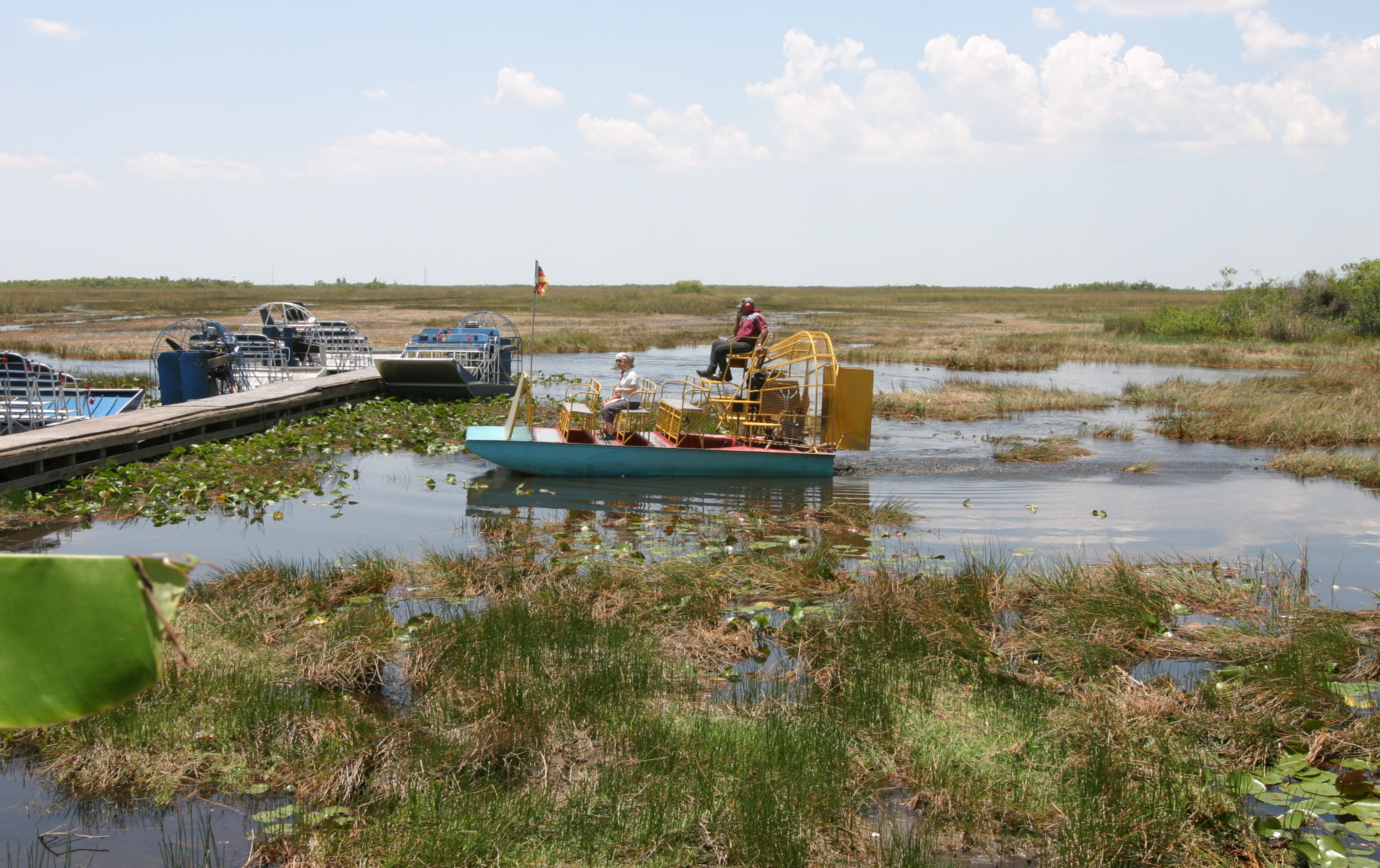
Hidrodeslizadores de paseo en los Everglades, Estados Unidos.

Un hidrodeslizador, aerolancha o aerobote es una embarcación pequeña con el fondo plano propulsada por una hélice de aviación. El motor puede ser tanto de aviación como automotriz. La hélice produce una fuerte columna de aire hacia atrás que impulsa el hidrodeslizador hacia adelante. El manejo se logra haciendo pasar el aire forzado a través de timones verticales que pivotan sobre ejes colocados en la parte posterior (popa) de la embarcación.
El operador/piloto/conductor en la mayoría de los casos se ubica en un asiento elevado para obtener buena visibilidad por sobre la vegetación acuática que existe donde estas embarcaciones operan. Esta buena visibilidad es muy útil para observar objetos tales como troncos, animales que podrían causar daños a la embarcación aunque también resulta en una excelente vista de la naturaleza por lo que son usados con fines recreativos.
El diseño de fondo plano característico del hidrodeslizador, conjuntamente con el hecho de que no hay piezas móviles debajo de la línea de flotación, permite que la embarcación sea navegada fácilmente a través de pantanos y lagunas bajas, dentro de canales, y también en ríos y lagos congelados. El diseño de los hidrodeslizadores lo convierte en la embarcación ideal para inundaciones y operaciones de rescate en el hielo.
El propulsor produce una columna del aire que pasa a través de los timones, éstos se mueven a babor o estribor mediante el movimiento de una palanca vertical situada en el lado izquierdo del operador. La palanca se une a los timones a través de cable envainado o varillas rígidas de manera similar a los frenos de una bicicleta. El manejo y el control total depende de la corrientes de agua, el viento, y el empuje del propulsor.
Los hidrodeslizadores varían de tamaño desde 3 m para pequeñas embarcaciones de pesca y recreación, con capacidad para un pasajero, a embarcaciones de 7 m de largo con capacidad para 18-26 pasajeros generalmente dispuestos en forma de tribuna para viajes de paseo. Los hidrodeslizadores más populares son los de 4,2-5,0 m con capacidad para 3 o 4 pasajeros. 
El hidrodeslizador es un medio de transporte muy popular en los Everglades de Florida y el Bayou de Luisiana, donde se utilizan para pesca, pesca con arco, caza y turismo ecológico.

## Organismos de seguridad y fuerzas públicas

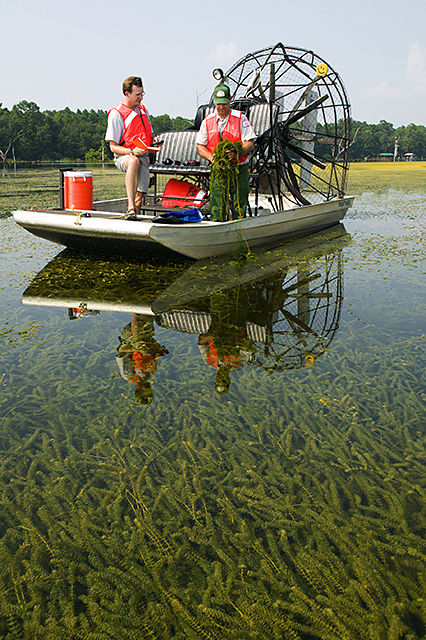
El Cuerpo de Ingenieros del Ejército de los Estados Unidos utiliza un hidrodeslizador para recolectar hydrilla resistente a los herbicidas en el Lago Seminole, en el norte de Florida.

Estos últimos años los hidrodeslizadores han aumentado su reputación en el área de la seguridad pública. Han demostrado ser imprescindibles durante las inundaciones, en aguas bajas y en operaciones de rescate en hielo. Durante las inundaciones en Nueva Orleans que siguieron al huracán Katrina, el 29 de agosto de 2005, Hidrodeslizadores de diferentes lugares de Estados Unidos rescataron a miles de víctimas de la inundación. Treinta hidrodeslizadores evacuaron más de 3000 pacientes y personal médico de cuatro hospitales céntricos de Nueva Orleans en menos de 36 horas.
Su utilidad en organismos de seguridad pública ha sido demostrada en los rescates de incendios al permitir rápidas evacuaciones por agua en lugares de difícil acceso con otros medios.

## Motores y plantas impulsoras de hidrodeslizadores
Los hidrodeslizadores son accionados mediante el motor de un avión o motores de automóviles grandes, a partir de 35 hp para los mini-deslizadores y hasta 600 hp los mayores. La disponibilidad de repuestos y la facilidad de reparación hacen del motor automotriz la planta motriz preferida. También el combustible para los motores automotrices es menos costoso que la gasolina de aviación requerida por los motores de avión.
Un hidrodeslizador accionado por un motor automotriz tiene generalmente más potencia que le permite empujar a través de hierba alta o de llevar cargas pesadas. Un hidrodeslizador accionado por motor de avión se puede preferir en las situaciones donde se desea un barco liviano o con mayor capacidad de maniobra y que produzca menor daño al entorno.
El sonido producido por un hidrodeslizador puede ser molesto; la mayor parte del sonido es producido por la hélice. El hidrodeslizador moderno se diseña teniendo en cuenta diferentes técnicas que disminuyen el sonido que produce un hidrodeslizador.
Para ello los motores modernos se equipan con silenciadores extra y las hélices multipala de fibra de carbono que producen menos ruido para el mismo empuje comparadas con antiguas hélices bipalas de madera.
Esto de debe a que requieren menor velocidad en la punta de las palas las que producen la mayor parte del sonido.

## Seguridad

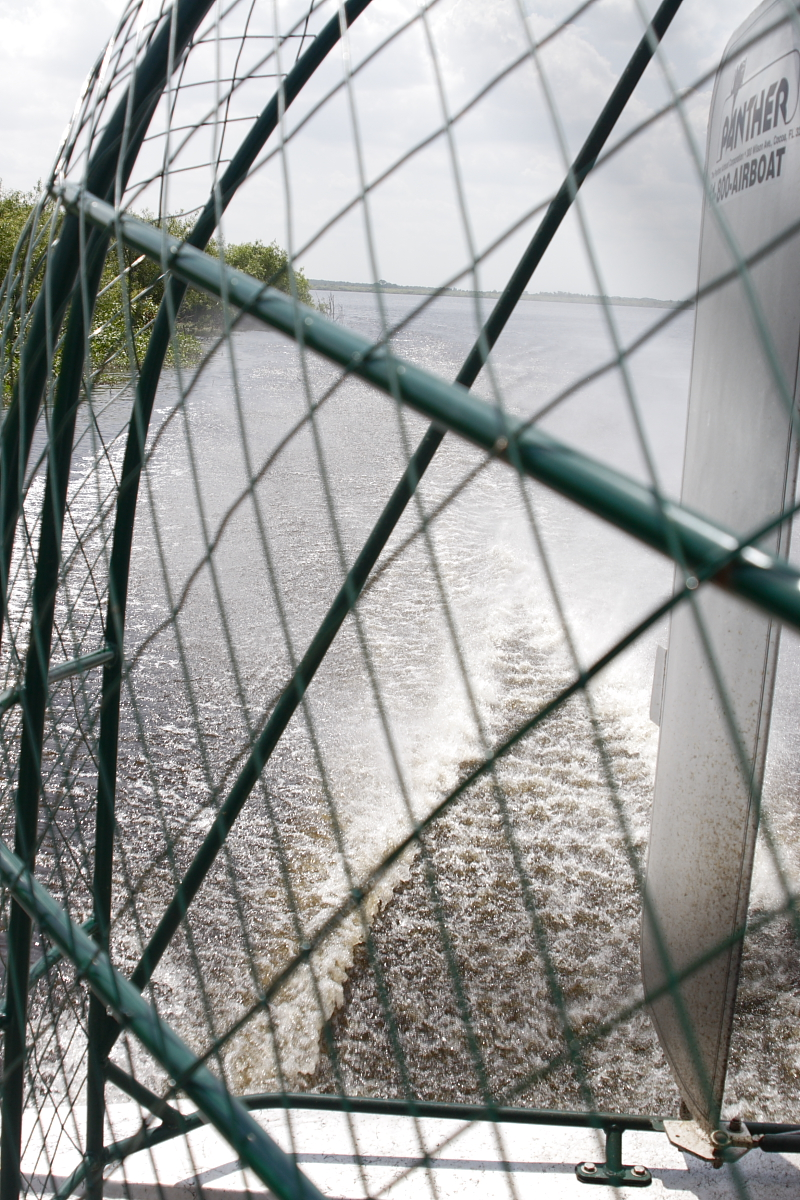
Primer plano de la malla de protección de la hélice durante el funcionamiento.

El conocimiento de la seguridad operativa es esencial al operar un hidrodeslizador.
La hélice se encuentra protegida por una malla metálica que evita que objetos entren en contacto con la misma por ejemplo ramas de árboles, ropa de los pasajeros, latas de bebidas y pájaros, lo que sería un desastre tanto por los daños a los objetos y la hélice como a los pasajeros causados por los fragmentos esparcidos a altas velocidades.
El hidrodeslizador medio produce viento detrás de él a una velocidad aproximada de 200 km/h por lo que pequeños objetos pueden ser expulsados a velocidades como para causar daños.
Solo con el motor acelerado es posible dirigir la embarcación porque debe existir una columna de aire potente frente a los timones para que estos produzcan su efecto. El hidrodeslizador no tiene freno y es incapaz de viajar en reversa. Para detenerse el piloto/conductor depende de la fricción de la embarcación con el medio.
Los cascos de los hidrodeslizadores modernos se hacen de aluminio aleado o resina de poliéster reforzada con fibra de vidrio.
La elección del material depende del terreno donde se utilizará el hidrodeslizador, siendo la resina de poliéster más liviana y más adecuada para motores de aviación pequeños (35-80 hp) y el aluminio más resistente para lugares con troncos y vegetación densa.
Antiguamente también se los fabricaba de madera, y recientemente se han hecho unos pocos experimentos con materiales de alto desempeño como la fibra de carbono o el Kevlar.
Los fabricantes de hidrodeslizadores tienden a ser pequeños negocios familiares que construyen las embarcaciones a pedido; los hidrodeslizadores también se fabrican en Rusia y Australia. La importación a la Unión Europea es difícil debido al alto costo de las pruebas CE, que requieren todos los barcos nuevos y usados que ingresan.

## Historia
El primer hidrodeslizador, llamado «el patito feo», fue construido en 1905 en Nueva Escocia, Canadá por un equipo liderado por el Dr. Alexander Graham Bell. Fue utilizado para probar varios motores y configuraciones de hélices.
Glenn Curtiss, un socio del Dr. Bell, registró el primer hidrodeslizador en el estado de Florida, Estados Unidos en 1920. Fue llamado Scooter Curtiss y tenía un diseño de cabina cerrada.
Desde mediados hasta finales de la década de 1920, se construyó un hidrodeslizador llamado Free Bottom Craft, con un casco de madera y propulsado por un motor aeronáutico Curtiss. Fue construido por Charles Post y Herbert Ballantine en Huntington, Nueva York; fue probado en la Bahía de Hewlett, en Long Island, para luego ser exhibido en un festival de embarcaciones recreativas en Nueva York.
Para la década de 1930, comenzaron a aparecer hidrodeslizadores de construcción casera en los pantanos y las marismas de la Florida y Luisiana. A lo largo del tiempo se probaron una variedad de diseños y mediante prueba y error, surgió el diseño estándar usado hoy: un barco de fondo plano, abierto, con un motor montado en la parte trasera, el conductor sentado en una posición elevada, y una jaula con malla para proteger la hélice.
Un caso bien documentado de un diseño casero (aunque no el primero), fue un hidrodeslizador construido por el equipo del Refugio para aves de Bear River, cerca de Brigham City, Utah, en la década de 1940. Parece haber sido fruto de los esfuerzos de tres empleados del refugio: Leo Young, G. Hortin Jensen y Cecil Williams.[cita requerida] Un artículo publicado en 1987 en la revista Ducks Unlimited, mencionaba a Young y Jensen, fechando la construcción del primer hidrodeslizador en 1950. Sin embargo, los archivos del refugio muestran que el primer hidrodeslizador fue empleado en 1943, junto a varias fotos de estas embarcaciones funcionando y fechadas en 1947. Antes de la introducción del hidrodeslizador, los biólogos debían caminar a través del agua y el fango profundo, o empujar balsas de fondo plano sin motor con largas pértigas. El equipo experimentó con un bote llamado Mud Queen, que era propulsado por pequeñas ruedas de paletas situadas en ambos lados. Ellos construyeron el primer hidrodeslizador, apodado Alligator I, a partir de un bote de fondo plano propulsado por un motor de avión comprado por $99,50. Young contó que llamó al primer hidrodeslizador «bote de empuje aéreo». Una vez que se divulgó la noticia del hidrodeslizador, Leo Young construyó y vendió hidrodeslizadores en diversas partes del mundo.[cita requerida]